# إسحاق سبراغ
إسحاق سبراغ (بالإنجليزية: Isaac Sprague) هو عالم نبات ورسام أمريكي، ولد في 5 سبتمبر 1811 في هينغهام في الولايات المتحدة، وتوفي في 1895.